# هارولد ولمان
هارولد ولمان (بالإنجليزية: Harold Wellman)‏ هو جيولوجي نيوزلندي، ولد في 25 مارس 1909 في ديفونبورت،ديفون في المملكة المتحدة، وتوفي في 28 أبريل 1999.